# Список переименованных населённых пунктов Ингушетии

## А
- Али-юрт → Нарон → Али-Юрт
- Альтиево → Баркаджин → Альтиево
- Аршты → Дубравино → Аршты

## Б
- Барсуки → Корджин → Барсуки
- Бейни → Мтисдзири → Бейни

## В
- Верхние Ачалуки → Верхний Ацылык → Верхние Ачалуки
- Вознесенское → Малгобек

## Г-Д
- Газиюрт → Заречное → Гази-Юрт
- Галашкинская → Галашки → Первомайское → Галашки
- Гамурзиево → Рухс → Гамурзиево
- Долаково → Далагау → Долаково

## К
- Кантышево → Нартовское → Кантышево
- Карабулакская → Карабулак
- Кескем → Советское → Инарки

## М
- Магомедюртовская → Вознесенская
- Малгобекская МТС → Южное
- Мужичи → Луговое → Мужичи

## Н
- Насыркорт → Ново-Ардонское → Насыркорт
- Нижние Ачалуки → Нижний Ацылык → Нижние Ачалуки
- Назрань → Коста-Хетагурово → Назрань

## П
- Плева → Плиево → Ахсар → Плиево
- Пседах → Аланское → Пседах

## С
- Сагопши → Ногцард → Сагопши
- свх. Алханчуртовский → Новый Редант
- Средние Ачалуки → Средний Ацалык → Средние Ачалуки
- Сунженская → Слепцовская → Орджоникидзевская → Сунжа
- Сурхохи → Мамисон → Сурхахи

## Ф
- Фельдмаршальская → Алхасты → Краснооктябрьское → Алхасты

## Ч
- Чемульга → Чинары → Чемульга
- Чкалово → Аки-Юрт

## Э-Я
- Экажево → Ново-Ардонское → Экажево
- Яндырка → Райздаст → Яндаре